# Lone Star (Band)
Lone Star war eine britische Rockband, die 1975 durch Paul „Tonka“ Chapman in Cardiff, Wales, gegründet wurde. Sie wurden von CBS Records unter Vertrag genommen und veröffentlichten dort ihr Debütalbum Lone Star, das 1976 Platz 47 der britischen Album-Charts erreichte. Für das zweite Album, Firing On All Six, wurde Sänger Kenny Driscoll durch John Sloman ersetzt. Dieses Album kletterte bis auf Platz 36 in den britischen Album-Charts. 1978 löste sich die Band auf.
Driscoll und Hurley gründeten die Band 1979 neu und versuchten erfolglos, einen neuen Plattenvertrag zu bekommen. Sie spielten 1980 einige Konzerte. Chapman stieg bei UFO ein, wo er den Leadgitarristen Michael Schenker ersetzte.
Ein drittes Album, Riding High, wurde 2000 auf dem Zoom-Club-Label veröffentlicht.

## Mitglieder
- Kenny Driscoll – Gesang auf Lone Star
- Paul 'Tonka' Chapman – Leadgitarre
- Pete Hurley – Bass
- Dixie Lee – Schlagzeug
- John Sloman – Gesang auf Firing on All Six
- Tony Smith – Gitarre auf Lone Star und Firing on All Six
- Rick Worsnop – Keyboard, Bass auf Riding High

## Alben
- Lone Star (1976)
- Firing on All Six (1977)
- BBC Radio One Live In Concert (1994)
- Riding High (2000)